# 绿东村街道
绿东村街道，是中华人民共和国河南省郑州市中原区下辖的一个乡镇级行政单位。

## 行政区划
绿东村街道下辖以下地区：
二砂二社区、电缆一社区、绿原社区、伏牛南社区、桐柏路社区、绿都社区、二砂一社区、电缆二社区、三磨社区、卧龙社区、四季园社区和陇西社区。